# Lupemban
Het Lupemban of Lupembien is een archeologische industrie uit de late Middle Stone Age tot vroege Later Stone Age in Centraal-Afrika (Kongobekken) en Angola en mogelijk met kleine, moeilijk te dateren inventarissen in West-Afrika. Het heeft echter sporen achtergelaten tot in Zuid-Afrika en Soedan. Het Lupemban ontwikkelde zich met en vanuit het Sangoan en vormt samen met deze een complex van de zogenaamde woudgroep (in relatie tot de huidige landschapsecologische situatie, omdat het klimaat ten zuiden van de Sahara de afgelopen millennia verschillende keren aanzienlijk is veranderd, naar aangenomen wordt onder de invloed van verschillende koude- en warme perioden op het noordelijk halfrond en hun interstadiale perioden). Volgens huidige schattingen begon het naar schatting rond 300.000 jaar BP, dat wil zeggen in het Laat-Acheuléen. Het is vernoemd naar de Lupemba-site aan de Kasaï in Angola. 

## Periodisering
John Desmond Clark en anderen hadden eerder aangenomen dat het Lupemban voornamelijk een fenomeen was uit het Laat Pleistoceen en daarom voornamelijk samenviel met de warme periode van het Eemien en de eerste fase van de Würm-ijstijd en de potentiële klimatologische effecten ervan op Afrika bezuiden de Sahara, d.w.z. eerst natter en warmer, daarna droger en 6 graden kouder. Op basis van de inventarissen werden in het verleden drie stadia van het Lupemban onderscheiden, vooral in het equatoriale gebied.
Omdat de datering echter veel verder terug is geplaatst, naar ongeveer 300.000 jaar geleden, moesten de vondsten opnieuw worden beoordeeld. De klassieke Lupemban-industrieën worden niet langer gezien als een weerspiegeling van bepaalde omgevingsomstandigheden, zoals de effecten van het Europese Würm-interglaciaal, maar eerder als lokale manifestaties van een wijdverbreide technologische traditie, waarvan de specifieke eigenschappen op zijn minst gedeeltelijk afhingen van het materiaal dat op dat moment beschikbaar was. Omgevingsfactoren kunnen een rol hebben gespeeld in de gereedschapstypologie als raamwerk voor menselijke activiteiten en hun vermogen om met behulp van bepaalde gereedschappen met de omgeving om te gaan. Intussen beschouwt men het Lupemban meer als een soort mozaïek van variaties binnen het kader van een breed totaalbeeld, en minder als een contrast tussen twee duidelijk afgebakende culturele zones Lupemban en Tshitolean, dat ook in dit kader past in context van de inventaris, die voornamelijk wordt bepaald door microlieten.  
Recent onderzoek heeft zowel de wijdverbreidheid als het belang van de Lupemban-industrieën tijdens de late fasen van het Midden-Pleistoceen en de vroege fasen van het Laat Pleistoceen bevestigd. De centrale rol van één type gereedschap, de bladvormige kling, bij de culturele classificatie is ook achterhaald. Het Lupemban speelt nu een cruciale rol in interregionale transities, zoals de overgang van eenvoudige, grove kernwerktuigen naar de Tshitoliaanse microlieten. Het Lupemban kan daarom zelfs in Namibië worden gevonden, en het Noord-Afrikaanse Atérien heeft wellicht een nauwere relatie met het Lupemban dan met de wijdverbreide Europese of Levantijnse Levallois-gereedschapstradities.

## Dragers
Het is mogelijk dat de dragers, althans in de vroege fase, evenals tijdens het Sangoan vertegenwoordigers waren van de Afrikaanse Homo heidelbergensis die destijds nog wijdverspreid waren in Afrika bezuiden de Sahara. Een vroege vorm van anatomisch moderne mensen (Homo sapiens) is echter waarschijnlijker als cultuurdrager, vooral omdat op de Oost-Afrikaanse vindplaats Porc Epic nabij Dire Dawa een bijbehorende menselijke onderkaak met een bijna moderne vorm werd gevonden. De basis voor deze latere datering van bijvoorbeeld de Kabwe-schedel is recentere aminozuurdatering van de begeleidende overblijfselen van de zoogdierfauna (slachtresten in de grot aldaar van 25 grote zoogdieren, waarvan er 5 nu uitgestorven zijn), die ongeveer dateren uit het begin van de Eemien-warmteperiode. Omdat er, vooral in de regenwoudgebieden, nauwelijks menselijke fossielen gevonden werden, is het echter moeilijk om hier een duidelijke uitspraak over te doen. Er zijn met name geen vondsten van vroege mensen in het westelijke Congobekken (de zure omgeving van de bodem van het regenwoud loste de botten op), dus het type mens dat verantwoordelijk is voor het Lupemban en Tshitolean blijft onduidelijk. 

## Verspreiding
Het Lupemban is, samen met het Stillbay-complex ten zuiden van Kaapstad en het Pietersburg-complex in de voormalige Transvaal, de belangrijkste uitdrukking van de Middle Stone Age in sub-Sahara Afrika. Wat deze drie technologiecomplexen gemeen hebben zijn vlak geretoucheerde, bladpuntachtige werktuigen die variëren tussen driehoekige, ovale, hartvormige, amandelvormige en symmetrische dubbelpuntige vormen. Ze werden in grote aantallen aangetroffen nabij Dundo in het noorden van Angola, maar op secundaire locaties in riviergrind. Er wordt echter aangenomen dat het voorkomen ervan daar verband houdt met bepaalde geologische omstandigheden, vooral met fijnkorrelig, homogeen materiaal. Typologisch is de relatie met de oudere Acheuléen-vuistbijlen vaak duidelijk. Met het oog op de veel vroegere chronologie van het Lupemban en vooral die van het Sangoan, kan men niet langer als voorheen aannemen dat beide culturen voornamelijk voorkwamen in de open bossavannen van Afrika bezuiden de Sahara met het centrum in equatoriaal Afrika, toen de wetlands daar ontstonden. In de zich tijdens drogere perioden uitbreidende savannes ontstonden nieuwe eisen aan apparatuurtechnologie, ook al dacht men dat het Sangoan dichtere woudhabitats vertegenwoordigde vanwege de werktuigen die potentieel geschikt waren voor houtverwerking, zoals pikken.  
Omgevingsinvloeden zijn in recent onderzoek geenszins uitgesloten. Dergelijke omgevingsinvloeden zijn waarschijnlijk zichtbaar in de late fase van het Lupemban. Vooral vondsten in Oost-Afrika, die daar voorkomen samen met het zeer wijdverspreide Bambata-complex, dat minstens 30.000 tot 45.000 jaar oud is, kunnen dergelijke afhankelijkheden vertonen op basis van het paleozoölogische bewijsmateriaal, dat wijst op een natter klimaat in die tijd. Vondsten uit Somalië en Ethiopië leverden soortgelijk bewijs op. Vondsten bij Khartoum wijzen ook in deze richting en zouden kunnen betekenen dat het Lupemban zich langs de Witte Nijlvallei uitstrekte tot in warme, vochtige gebieden. Het Soedanese Lupemban of de analoge inventarissen daar worden ook algemeen geassocieerd met het Khormusan van Noordoost-Afrika, een van de laatste culturen van de Later Stone Age, dat begon rond 40/30.000 BP en eindigde rond 18/20.000 BP. Soortgelijke vormen kwamen bovendien ook op andere locaties in Soedan voor (de Arkin-site in Neder-Nubië, waar in stratum 5 Lupemban-achtige bladspitsen werden gevonden), zo ook in Ghana en de Kalahari, die destijds blijkbaar veel betere levenskansen boden dan vandaag de dag en waar Lupemban-gereedschappen verschijnen samen met Sangoan-inventarissen. Iets latere inventarissen zijn onder meer samen met Sangoan-typen te vinden in Muguruk in het westen van Kenia, maar ook in Rwanda en Burundi. 

## Datering
Het Lupemban begon veel eerder dan voorheen werd gedacht, zoals bij Mumbwa in Zambia en andere locaties (bvb. Twin Rivers nabij Lusaka in centraal Zambia) ebben inventarissen met Lupemban-karakter die mogelijk tussen de 250.000 en 170.000 jaar oud kunnen zijn. Het Lupemban vloeit echter voort uit het Sangoan, waarvan de periodisering nu ook is teruggeschoven naar 250.000 BP en eerder, mogelijk tot 400.000 BP. Een soortgelijke oude Lupemban-laag, stratigrafisch geïsoleerd over een Sangoan-laag, is mogelijk ook tussen de 250.000 en 170.000 jaar oud, hoewel deze vindplaats nu relatief en niet absoluut dateerbaar is omdat ze niet op een ongestoorde locatie werd aangetroffen, maar in een riviergrindlaag. Uit de bevindingen van lokale pollenanalyses, zoals op vergelijkbare locaties in Noord-Angola, blijkt dat het klimaat destijds niet veel verschilde van nu. Een vindplaats nabij Mwanganda in het noorden van Malawi die minstens 300.000 jaar oud is, wordt ook toegeschreven aan het Lupemban en bevat vrijwel uitsluitend aan de zijkant geretoucheerde afslagen met enkele kernelementen. Met betrekking tot deze vroege dateringen moet echter worden gezegd dat deze inventarissen veelal als drijvend puin op een secundaire locatie zijn aangetroffen en waarschijnlijk vermengd zijn met andere typen, zodat een typologisch en chronologisch betrouwbare toewijzing niet gegeven of mogelijk is.  
De vondsten uit Katanda aan de Semliki ten noorden van het Edwardmeer nabij Ishango in de meest oostelijke hoek van Congo-Brazzaville vertegenwoordigen een bepaald speciaal geval, waarvan de inventarissen die overeenkomen met het Lupemban op basis van de mode 3-typologie met een indirect afgeleide leeftijd tussen 170.000 en 80.000 jaar worden geaccepteerd. Wat hier echter problematisch is, is het feit dat in de uitrustingsinventaris daar ook fijn bewerkte benen harpoenpunten met weerhaken werden aangetroffen, waarvan de ontwikkeling dus veel eerder zou plaatsvinden dan die van de Europese benen harpoenen met een afneembare schachtpunt, waarvan de leeftijd is vastgesteld op maximaal 15.000 jaar. Ook de ontwikkeling van de beenverwerking zou op deze manier opnieuw gedefinieerd moeten worden. De chronologische classificatie van deze zogenaamde "Katanda-harpoenen" is nog onderwerp van wetenschappelijke controverse.  
Waarden die voorheen werden gemeten met radiokoolstofdatering, d.w.z. op hun bovenste veiligheidslimiet, wat aanvankelijk resulteerde in inventarissen die zeer laat in de tijd dateerden, moesten aanzienlijk worden gecorrigeerd volgens moderne Uranium-thoriumdateringen in combinatie met gedateerde bevindingen uit andere vondstgebieden. Op een van de belangrijkste locaties, de Kalambo-watervallen, werd aanvankelijk een reeks van 32.000 tot 27.500 BP gevonden. Er wordt nu echter aangenomen dat de laatste tijdslimiet van het Lupemban hier hooguit ongeveer 50.000 BP bedraagt en dat het materiaal hier tussen de 300.000 en 400.000 jaar oud is. 

## Werktuiginventaris
De klassieke Lupemban-inventaris wordt voornamelijk gemaakt met behulp van de Levalloistechniek. Kenmerkend zijn aan beide zijden geretoucheerde dubbele punten, zogenaamde bladpunten (lanceolaten), over het algemeen zeer zorgvuldig bewerkte dubbelzijdige stenen werktuigen. Hiertoe behoren de technisch meest uitmuntende producten uit de paleolithische gereedschapsmakerij in Afrika. Sommigen van hen werden waarschijnlijk gebruikt als messen, maar de meeste werden waarschijnlijk gebruikt als lans en speerpunten, vooral omdat sommige ervan duidelijke schachtingskenmerken vertonen. De werktuigen zijn vrij klein. Naast de genoemde gereedschappen gaat het vooral om stekers, bijlen, zijschrabbers en klingen, gerugde klingen en platte schijven die waarschijnlijk bij de houtbewerking werden gebruikt. Er zijn ook bijlen die lijken op die van het Sangoan. De late Lupemban-fase gaat vervolgens, vooral in de Congo-regio, over in het Tshitolean, de laatste fase van de Middle Stone Age van Congo. 